# Wstęga Św. Jerzego

Wstęga Św. Jerzego (ros. Гео́ргиевская ле́нта, trans. Gieorgijewskaja lienta) – dwukolorowa wstęga Orderu św. Jerzego (rosyjskiego odznaczenia wojskowego).
Wstęgi były również noszone przez marynarzy okrętów nagrodzonych Flagą św. Jerzego na marynarskich czapkach bez daszka. Była też elementem sztandarów. Od roku 1917 nie jest obecna na żadnym odznaczeniu państwowym.

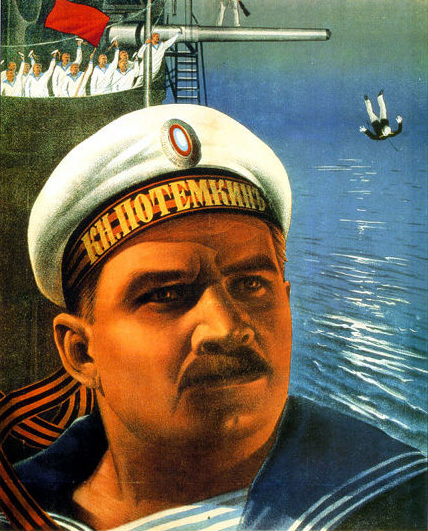
Marynarz bojownik w czapce z Wstęgą Gwardyjską. Plakat filmu Pancernik Potiomkin

## Historia
Barwy wstęgi – czarny i żółty – oznaczają „dym i płomień” i symbolizują heroizm żołnierza na polu boju. Wstęga była niekiedy analogiem orderu św. Jerzego, Krzyża Zasługi Wojskowego orderu Świętego Jerzego. W przypadkach, gdy kawalerowie Krzyża Zasługi nie mogli zostać uhonorowani samym odznaczeniem (na przykład w czasie obrony Sewastopola w latach 1854–1855), nosili na mundurach Wstęgę św. Jerzego. Wstęga była też noszona podczas I wojny światowej na kołnierzach szyneli przez żołnierzy odznaczonych orderem św. Jerzego.
Wstęga św. Jerzego jeden raz w historii uzyskała status samodzielnego odznaczenia. Miało to miejsce w 1914 roku, kiedy to za zasługi w przeprowadzeniu mobilizacji uhonorowano generała-lejtnanta Aleksandra Łukomskiego, jako dodatek do wcześniej przyznanego Orderu Św. Włodzimierza stopnia IV. W ten sposób Łukomski został kawalerem unikalnego odznaczenia: orderu św. Władimira ze wstęgą św. Jerzego.
W systemie odznaczeń ZSRR wstęga stała się prototypem orderowej wstęgi, zwanej Wstęgą Gwardyjską. Wstęga Gwardyjska została wykorzystana przy projektowaniu Orderu Sławy i Medalu „Za zwycięstwo nad Niemcami w Wielkiej Wojnie Ojczyźnianej 1941–1945”. Prócz tego jej wizerunek był umieszczany na znakach rozmaitych jednostkach organizacyjnych wojska.

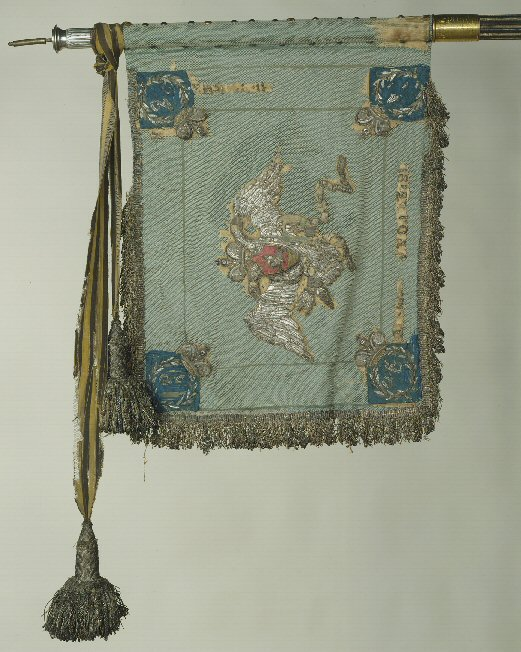
Sztandar Św. Jerzego Kirasjerów Gwardii Jego Wysokości, 1817
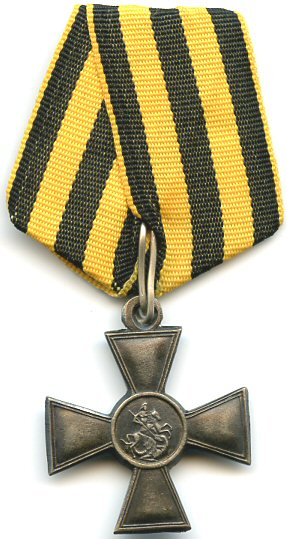
Krzyż Św. Jerzego III klasy 1807–1917
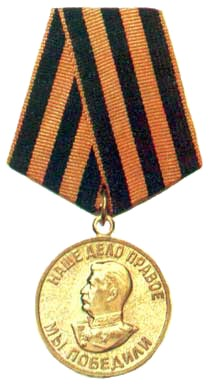
Medal „Za zwycięstwo nad Niemcami w Wielkiej Wojnie Ojczyźnianej 1941–1945”
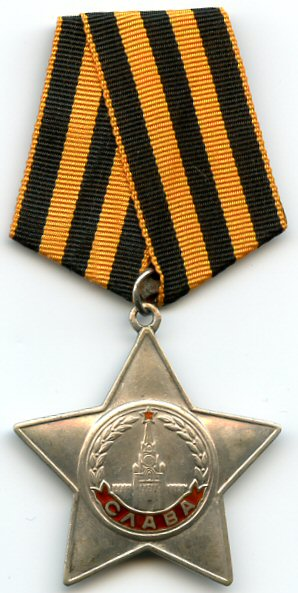
Radziecki Order Sławy III klasy
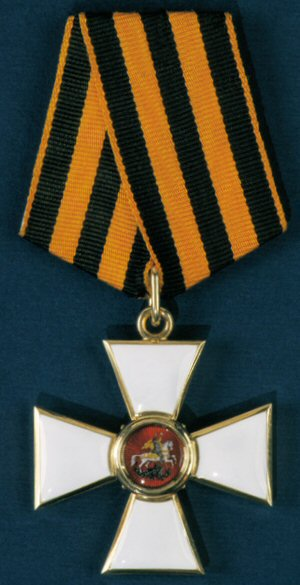
Odznaczenie Federacji Rosyjskiej: Order św. Jerzego IV klasy
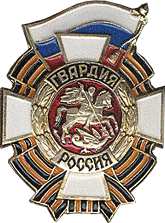
Odznaka gwardyjska Sił Zbrojnych Federacji Rosyjskiej
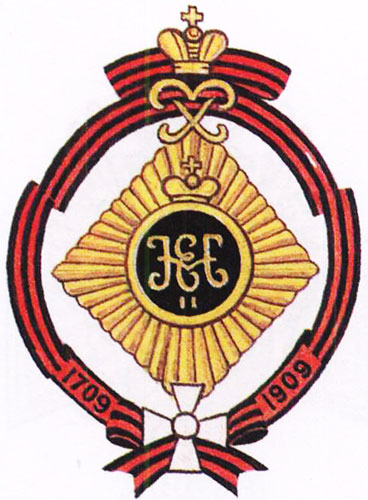
Odznaka 13 Pułku Dragonów Armii Rosyjskiej
Wstążka św. Jerzego – symbol używany podczas akcji upamiętniania Dnia zwycięstwa 9 maja 1945

Wraz z rozpoczęciem akcji „Wstążka św. Jerzego” w roku 2005 w rosyjskich środkach masowego przekazu radziecką „Wstęgę Gwardyjską” zaczęto nazywać „Wstęgą św. Jerzego”, co jest nieprawidłowe zarówno z historycznego, jak i falerystycznego punktu widzenia.